# 以色列总统
以色列总统（羅馬化：Nesi Medinat Yisra'el，羅馬化：Nesi HaMedina，羅馬化：Ra'īs Daūlat Al-Isrāʾīl，直译：「国家总统」），以色列國家元首。以色列总统在很大程度上是一个礼仪性职位，行政权力属于总理领导的内阁。以色列现任总统是伊萨克·赫尔佐克，在2021年7月7日上任。总统由以色列國會选举产生，任期七年。